# Aleuropleurocelus ornatus
Aleuropleurocelus ornatus là một loài côn trùng cánh nửa trong họ Aleyrodidae, phân họ Aleyrodinae.
Aleuropleurocelus ornatus được Drews & Sampson miêu tả khoa học đầu tiên năm 1958.